# Cuerda
Il termine cuerda (letteralmente "corda") si riferisce a un'unità di misura usata in alcune zone dove si parla spagnolo, tra cui Porto Rico, Guatemala, Cuba, Spagna e Paraguay.
A Porto Rico è un'unità di superficie
In Guatemala, cuerda è sia un'unità lunghezza che di superficie. Come un'unità di superficie può avere valori diversi.
A Cuba, cuerda si può riferire a un'unità di volume.
In Spagna si riferisce a un'unità di lunghezza che è stata in uso fino al XIX.

## Superficie: Porto Rico e Guatemala
A Porto Rico, una cuerda è un'unità di misura tradizionale dei terreni a circa 3930 m² (0,971 acri). La conversione precisa è 1 cuerda = 3930,395625 m². Visto che è quasi equivalente a un acro è a volte chiamato "acro spagnolo".
In Guatemala il termine cuerda si riferisce ad un'unità di superficie che può corrispondere a diverse misure, cioè a 50 x 50, 40 x 40, 30 x 30, 25 x 25 o 20 x 20 vara. Il vara varia leggermente da paese a paese, in Guatemala è equivalente a 0,8421 m. Quindi:
- Un cuerda di 50 x 50 vara = 1746,84 m²
- Un cuerda di 40 x 40 vara = 1117,98 m²
- Un cuerda di 30 x 30 vara = 628,87 m²
- Un cuerda di 25 x 25 vara = 436,71 m²
- Un cuerda di 20 x 20 vara = 279,50 m²

## Volume: Cuba
A Cuba, la cuerda è un'unità di misura tradizionale per la legna da ardere, pari a circa 0,79 cord (2,9 m³).

## Distanza: Guatemala, Spagna e Paraguay
In Guatemala, una cuerda è un'unità di misura tradizionale pari a circa 25 vara (quasi 21 m.
Nel XIX secolo in Spagna la cuerda era un'unità di lunghezza generalmente pari a circa 6,889 m, mentre in Valencia, misurava 40 vara pari a quasi 37,21 m.